# Talinella bosseri
Talinella bosseri är en tvåhjärtbladig växtart som beskrevs av Appleq. Talinella bosseri ingår i släktet Talinella och familjen Talinaceae. Inga underarter finns listade i Catalogue of Life.